# Stiphout Vooruit
Stiphout Vooruit is een op 5 juli 1935 opgerichte amateurvoetbalvereniging uit Stiphout, gemeente Helmond, Noord-Brabant, Nederland.

## Algemeen
De thuishaven van de club is sinds begin jaren zestig van de twintigste eeuw sportpark Molenven, gelegen aan de rand van de Stiphoutse Bossen. Het clubtenue bestaat uit een rood-wit-blauw verticaal gestreept shirt, witte broek en witte sokken.
Het eerste elftal van de bijna 700 leden tellende vereniging komt uit in de derde klasse.
In de jaren negentig was vijfvoudig international Jan Renders enige tijd trainer bij de club, later trainde hij ook de jeugd. Ook oud-profvoetballer Lambert Kreekels was ooit trainer van Stiphout Vooruit. Zijn zoon, Bertran Kreekels, werd in 2022 hoofdtrainer.

## Standaardelftal
Het standaardelftal komt uit in de Derde klasse zondag van het KNVB-district Zuid-II.
Van 2005-2009 plus 2011/12 speelde Stiphout Vooruit ook al vijf seizoenen in de Derde klasse, de hoogst bereikte klasse. Het laatste kampioenschap van het standaardelftal dateert van 2022, toen Stiphout Vooruit onder leiding van coach Mario Plugers soeverein de titel pakte in de vierde klasse.
In 2022 werd oud-profvoetballer Bertran Kreekels, die zijn spelerscarrière afsloot bij Stiphout Vooruit, vastgelegd als trainer. Kreekels kwam over van derdedivisionist O.S.S.'20. Met Kreekels aan het roer werd het eerste elftal in mei 2024 kampioen in de derde klasse en promoveerde het naar de tweede klasse. Zo hoog speelden de tricolores nog nooit. Voor Kreekels was dat een mooi afscheid, hij zette een punt achter zijn loopbaan.
Het tweede elftal speelde in het eerste decennium van de 21e eeuw enkele jaren op het een-na-hoogste niveau van Nederland.

## Bekende (ex-)spelers
Bekende oud-spelers zijn de oud-profvoetballers Lambert Kreekels (Helmond Sport, FC Eindhoven en FC Den Bosch), zijn zoon Bertran Kreekels (Helmond Sport, FC Wageningen) en zijn kleinzoon Mees Kreekels (momenteel speler van Helmond Sport), zoon van Bertran.
Verder speelde doelman Theo van den Boogaard (Helmond Sport, MVV Maastricht) bij Stiphout Vooruit, net als Peter van den Heuvel (Helmond Sport), die ook nog twee periodes trainer was.
Stiphoutenaar Bram van Vlerken begon als jeugdspeler bij Stiphout Vooruit. Hij speelt na zijn opleiding bij Helmond Sport en PSV nu voor Almere City FC. Ook Ruud Verhappen haalde het betaald voetbal, bij VVV Venlo.
Oud-profvoetballers Ronny Prins en Andy Prins, zonen van de markante oud-international en ex-Ajacied Co Prins, speelden een tijdje bij de club toen hun vader voor Helmond Sport uitkwam. Zij speelden later betaald voetbal in België.

### Competitieresultaten 1964–2018
| 9 4C |

| 7 4C |

| 5 4C |

| 11 4C |

| 7 4C |

| 4 4C |

| 4 4C |

| 3 4C |

| 6 4C |

| 9 4C |

| 10 4C |

| 12 4C |

|  |

|  |

|  |

|  |

|  |

|  |

|  |

|  |

|  |

|  |

|  |

|  |

|  |

|  |

|  |

|  |

|  |

| 7 4C |

| 2 4C |

| 7 4C |

| 10 4C |

| 6 4H |

| 6 4H |

| 7 4H |

| 5 4H |

| 2 4I |

| 4 4G |

| 3 4E |

| 3 4E |

| 2 4F |

| 7 3D |

| 8 3D |

| 10 3D |

| 12 3D |

| 5 4F |

| 1 4G |

| 11 3D |

| 5 4G |

| 7 4E |

| 4 4F |

| 11 4F |

| 5 4G |

| 5 4G |

| - 4F |

| Derde klasse | Vierde klasse |

In elke staaf van de grafiek staat van boven naar beneden vermeld: 
- Eindnotering

Dit is de positie die de club heeft bereikt in de competitie, zonder eventuele beslissings-, play-off- of nacompetitiewedstrijden die nodig zijn geweest om bijvoorbeeld de kampioen van de competitie te bepalen.
Indien een * achter het getal staat is de notering een tussenstand en kan het zijn dat de notering niet overeenkomt met de uiteindelijke eindstand van de competitie.
Staat er een - dan is het seizoen nog bezig en is er geen definitieve uitslag bekend.
Staat er xx op de positie van de notering, dan heeft de club vroegtijdig de competitie verlaten. Dit kan onder andere komen door terugtrekking van het team, faillissement van de club of door een uitgedeelde straf van de KNVB. In veel gevallen staat elders in het artikel de reden vermeld.
Staat er een ? dan is het resultaat uit het verleden onbekend, en is alleen de competitie of het niveau bekend van dat seizoen.
In de seizoenen 2019/20 en 2020/21 werd wegens de coronacrisis het amateurvoetbal afgebroken. Daardoor kennen deze staven geen eindklassering (middels -- weergegeven).
- Competitieniveau en afdelingsletter of Officiële eindstand Eredivisie
  - Competitieniveau en afdelingsletter

Hierbij geeft het getal het niveau weer, dat ook terug te vinden is in de legenda. De letter is de afdelingsaanduiding en wordt gebruikt wanneer er meer afdelingen zijn op hetzelfde niveau. De afdelingsletter is altijd een hoofdletter en wordt meestal zonder nummer gebruikt.
Voorbeeld: 2F is niveau 2e klasse competitie F.
Het competitieniveau en nummer wordt niet vermeld wanneer er slechts één competitie van dit niveau was.
  - Officiële eindstand Eredivisie (getal staat tussen haakjes vermeld)

Sinds de introductie van play-offwedstrijden voor Europees voetbal na afloop van de reguliere competitie in 2005/06, is de KNVB verplicht een eindstand van de Eredivisie door te geven aan de UEFA aan de hand van deze play-offwedstrijden.
Bij deze eindstand staan clubs die zich hebben gekwalificeerd voor Europees voetbal hoger dan clubs die zich niet wisten te kwalificeren. Indien er geen verschil was tussen de eindnotering en de officiële eindstand, staat dit getal niet vermeld.

- Onderafdeling

Hier staat afgekort de naam van de onderafdeling indien de club in dat jaar in een onderafdeling uitkwam. Tevens staat deze afkorting in de legenda en wordt gelinkt naar het artikel over deze onderafdeling. Deze afkorting wordt alleen vermeld wanneer de club in het verleden in verschillende onderafdelingen heeft gespeeld. Deze vermelding is in de staaf altijd in kleine letters. Deze onderafdelingen zijn na het seizoen 1995/96 afgeschaft. Heeft de club in slechts één onderafdeling gespeeld, dan is dit alleen terug te vinden in de legenda.
Onder de staaf staat het jaartal vermeld waarin het seizoen is afgesloten. 15 verwijst naar het seizoen 2014/15 of eventueel het seizoen 1914/15.
Wanneer een staaf leeg is, zijn deze gegevens niet bekend. Het kan ook zijn dat de club dat seizoen niet heeft meegespeeld op het hogere amateurniveau, vroegtijdig de competitie heeft verlaten of uit de competitie is gezet.

In het seizoen 1944/45 was er wegens de Tweede Wereldoorlog geen regulier competitievoetbal.
SV De Braak · SV Brandevoort · VV Bruheze · HVV Helmond · Helmond Sport · RKSV Mierlo-Hout · Rood-Wit '62 · Stiphout Vooruit